# Петдесет и шести пехотен велешки полк
Петдесет и шести пехотен велешки полк е български пехотен полк, формиран през 1912 година и взел участие в Балканската (1912 – 1913), Междусъюзническата (1913), Първата (1915 – 1918) и Втората световна война (1941 – 1945).

## Формиране
Историята на полка започва на 18 септември 1912 година, когато в с. Михалич от 3-та, 25-а, 27-а и 29-а допълващи дружина формира Петдесет и шести пехотен полк.

## Балкански войни (1912 – 1913)
Полкът е формиран във връзка с избухването на Балканската война (1912 – 1913), като влиза в състава на 11-а пехотна сборна дивизия. Участва и в Междусъюзническата война (1913), на 7 август 1913 се завръща в Татар Пазарджик и на 21 август е демобилизиран и разформиран.

## Първа световна война (1915 – 1918)
Полкът е формиран отново на 15 септември 1915 от състава на 12-и пехотен балкански и 23-ти пехотен шипченски полк, влиза в състава на 3-та бригада от 8-а пехотна тунджанска дивизия и взема участие в Първата световна война (1915 – 1918). След края на войната, на 20 октомври 1918 се завръща в Стара Загора и се демобилизира и разформира.
При намесата на България във войната полкът разполага със следния числен състав, добитък, обоз и въоръжение:
| Числен състав                                       | Добитък              | Обоз                                          | Въоръжение                           |
| --------------------------------------------------- | -------------------- | --------------------------------------------- | ------------------------------------ |
| Офицери: 51 Чиновници: 4 Подофицери и войници: 3743 | Коне: 396 Волове: 49 | Обикновени коли: 64 Товарни: 141 Специални: 3 | Пушки и карабини: 3232 Картечници: 4 |

## Втора световна война (1941 – 1945)
За участие във Втората световна война (1941 – 1945) полкът е формиран през септември 1942 година във Велес и получава името Петдесет и шести пехотен велешки полк. През септември 1943 година влиза в състава на новосформираната 17-а пехотна щипска дивизия. На 7 септември 1944 година започва изтеглянето си от Македония, като част от състава му се присъединява към НОВМ. На 15 септември вече е на старата територия на България и се установява в с. Слатино, Дупнишко. На 28 ноември 1944 се премества в Горна Оряховица.

## Наименования
През годините полкът носи различни имена според претърпените реорганизации:
- Петдесет и шести пехотен полк (18 септември 1912 – 20 октомври 1918)
- Петдесет и шести пехотен велешки полк (септември 1942 – 10 септември 1944)

## Командири
Званията са към датата на заемане на длъжността.
| №  | звание       | име              | дати                    |
| -- | ------------ | ---------------- | ----------------------- |
| 1. | Подполковник | Никола Буюклиев  | Балканска война         |
| 2. | Подполковник | Димитър Алексиев | Първа световна война    |
| 3. | Подполковник | Тодор Късев      | Първа световна война    |
| 4. | Полковник    | Любен Апостолов  | 7 септември 1942 – 1944 |
| 5. | Полковник    | Александър Цанев | 1944                    |